# Plestiodon egregius
Espèce
Synonymes
- Eumeces egregius (Baird, 1858)
- Plistodon onocrepis Cope, 1871
- Eumeces egregius similis McConkey, 1957
- Eumeces egregius insularis Mount, 1965
- Eumeces egregius lividus Mount, 1965

Statut de conservation UICN

 LC  : Préoccupation mineure
Plestiodon egregius est une espèce de sauriens de la famille des Scincidae.

## Répartition

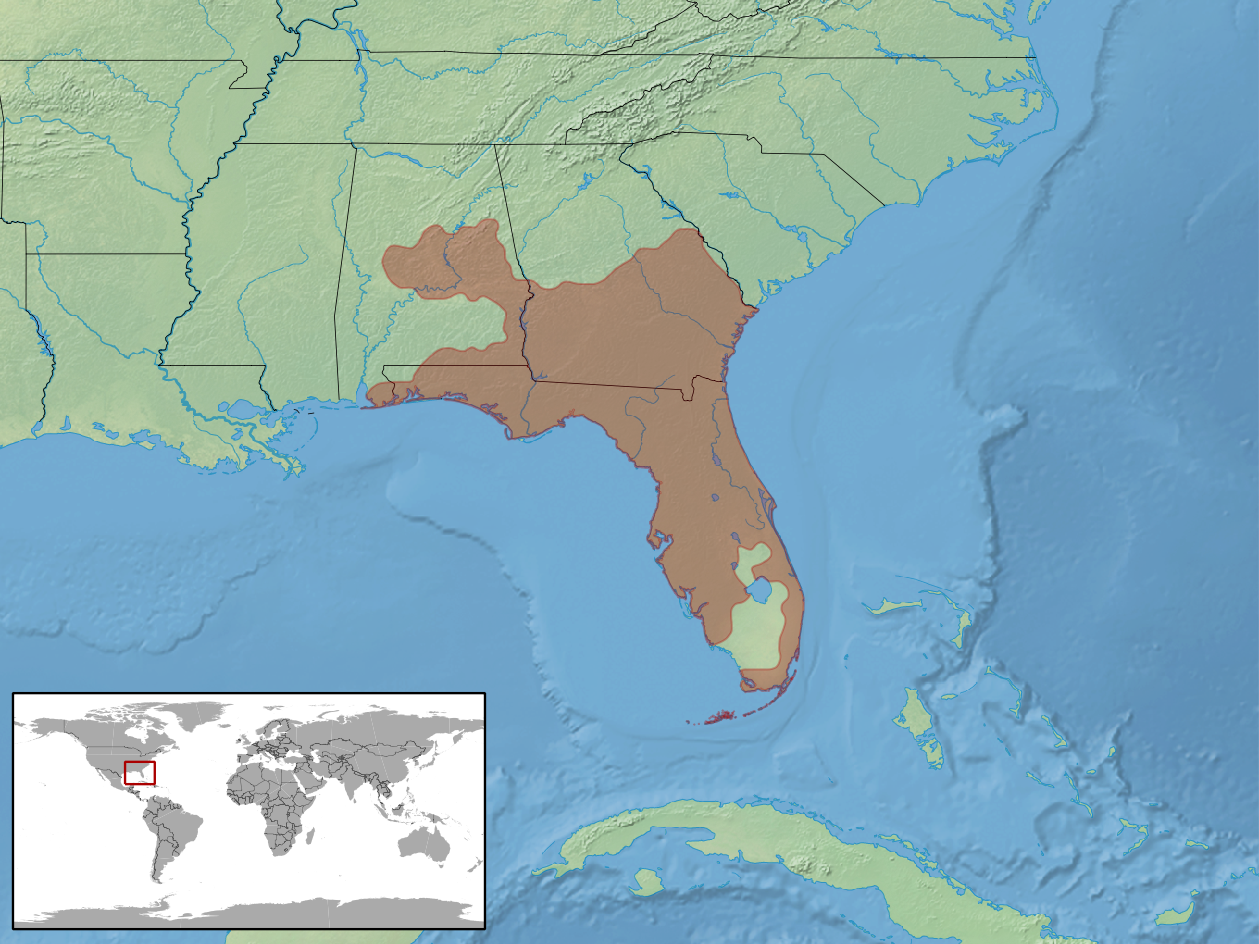
Répartition de l'espèce.

Cette espèce est endémique des États-Unis. Elle se rencontre en Alabama, dans le sud de la Géorgie et en Floride.

## Liste des sous-espèces
Selon The Reptile Database (27 novembre 2012) :
- Plestiodon egregius egregius Baird, 1858
- Plestiodon egregius insularis (Mount, 1965)
- Plestiodon egregius lividus (Mount, 1965)
- Plestiodon egregius onocrepis (Cope, 1871)
- Plestiodon egregius similis (McConkey, 1957)

## Publications originales
- Baird, 1859 "1858" : Description of new genera and species of North American lizards in the museum of the Smithsonian Institution. Proceedings of the Academy of Natural Sciences of Philadelphia, vol. 10, p. 253-256 (texte intégral).
- Cope, 1871 : Catalogue of Reptilia and Batrachia obtained by C. J. Maynard in Florida. Second and Third Annual Reports of the Trustees of the Peabody Academy of Science for the years 1869 and 1870, p. 80-85.
- McConkey, 1957 : The subspecies of Eumeces egregius, a lizard of the Southeastern United States. Bulletin of the Florida State Museum, Biological Sciences, vol. 2, no 2, p. 13-23 (texte intégral).
- Mount, 1965 : Variation and systematics of the scincoid lizard, Eumeces egregius (Baird). Bulletin of the Florida State Museum, Biological Sciences, vol. 9, no 5, p. 183-213 (texte intégral).